# Bermudy na Letnich Igrzyskach Olimpijskich 1956
Bermudy na Letnich Igrzyskach Olimpijskich 1956, reprezentowana była przez zaledwie 3 sportowców (samych mężczyzn). Żaden z nich nie zdobył medalu na tej olimpiadzie.

## Występy reprezentantów Bermudów

### Żeglarstwo
- Brownlow Eve, Jimmy Kempe i  Bernard Ward - mieszany 3-osobowy Keelboat – 15. miejsce